# Bryan Teixeira
Bryan Silva Teixeira (* 1. September 2000 in Melun) ist ein kapverdisch-französischer Fußballspieler.

## Karriere

### Verein
Teixeira begann seine Karriere bei Clermont Foot. Ab der Saison 2018/19 kam er für die Reserve von Clermont in der fünftklassigen National 3 zum Einsatz. Im März 2019 stand der Flügelstürmer gegen den Gazélec FC Ajaccio erstmals im Profikader Clermonts, kam allerdings noch nicht zum Einsatz. In der Saison 2018/19 absolvierte er 22 Spiele für Clermont B und erzielte ein Tor. Im November 2019 debütierte er schließlich für die Profis in der Ligue 2, als er am 13. Spieltag der Saison 2019/20 gegen den Le Mans FC in der 87. Minute für David Gomis eingewechselt wurde. Im Februar 2020 wurde er an den Drittligisten US Concarneau verliehen. Für Concarneau kam er zu fünf Einsätzen in der National, ehe die Saison COVID-bedingt abgebrochen wurde.
Zur Saison 2020/21 wurde Teixeira erneut in die dritte Liga verliehen, diesmal an die US Orléans. Für Orléans kam er zu 13 Drittligaeinsätzen. Zur Saison 2021/22 kehrte er wieder nach Clermont zurück, das inzwischen in die Ligue 1 aufgestiegen war. Nachdem er zweimal einsatzlos im Spieltagskader des Erstligisten gestanden war, wurde er im August 2021 ein drittes Mal verliehen, diesmal an den österreichischen Zweitligisten SC Austria Lustenau. Bis zum Ende der Leihe kam er zu 23 Einsätzen in der 2. Liga, in denen er drei Tore erzielte. Mit Lustenau stieg er zu Saisonende in die Bundesliga auf. Im Juni 2022 wurde er vom Aufsteiger dann fest verpflichtet und erhielt einen bis Juni 2024 laufenden Vertrag. In der Bundesliga kam der Angreifer zu 16 Einsätzen, in denen er sechs Tore erzielte.
Im Januar 2023 wechselte Teixeira zum Ligakonkurrenten SK Sturm Graz, bei dem er einen bis Juni 2026 laufenden Vertrag erhielt. Durch jenen Wechsel wurde er zum teuersten Spieler in der Lustenauer Geschichte. Bei Sturm konnte er sich aber nicht etablieren, in seinem ersten Jahr beim Verein kam er zu 24 Bundesligaeinsätzen, in denen er ohne Torerfolg blieb. Im Februar 2024 wurde er daraufhin nach Deutschland an den Zweitligisten 1. FC Magdeburg verliehen. Während der Leihe kam er zu neun Einsätzen in der 2. Bundesliga, in denen er zweimal traf. Im Juni 2024 wurde die Leihe dann um eine weitere Spielzeit verlängert. In der Saison 2024/25 absolvierte er 20 Zweitligapartien für Magdeburg.

### Nationalmannschaft
Der gebürtige Franzose Teixeira debütierte im Juni 2022 in einem Testspiel gegen Ecuador für die kapverdische Nationalmannschaft. Sein erstes Länderspieltor erzielte er beim Afrika-Cup 2024 bei der Begegnung gegen Ägypten. Im Viertelfinale gegen Südafrika traf er als einziger Spieler seines Teams im Elfmeterschießen.

## Erfolge
- Österreichischer Meister: 2024
- Österreichischer Cup-Sieger: 2023